# Ban d'Antist
El Ban d'Antist és una devesa muntanyenca del terme municipal de la Torre de Cabdella, al Pallars Jussà, dins de l'antic terme de la Pobleta de Bellveí.
Està situat al nord-est del poble d'Antist, en el pendís que des del poble davalla cap a la Plana de Mont-ros. La pista rural que mena a Antist puja per aquest lloc.